# Yuya Oikawa
Yuya Oikawa (Japans: 及川佑, Oikawa Yuya) (Ikeda (Subprefectuur Tokachi), 16 januari 1981) is een schaatser uit Japan die gespecialiseerd is in de korte afstanden.
Bij de Olympische Spelen in Turijn in 2006 behaalde Oikawa de vierde plaats op de 500 meter. Daarnaast was hij in het seizoen 2005-2006 en seizoen 2006-2007 winnaar van de wereldbeker over 100 meter.
Tijdens de Aziatische Winterspelen 2007 in Changchun won Oikawa de bronzen medaille op de 500m en de gouden medaille op de 100m.

## Persoonlijke records
| Afstand    | Tijd    | Datum            | Baan           |
| ---------- | ------- | ---------------- | -------------- |
| 500 meter  | 34,27   | 11 december 2009 | Salt Lake City |
| 1000 meter | 1.10,07 | 28 januari 2012  | Calgary        |
| 1500 meter | 1.53,64 | 10 augustus 2007 | Calgary        |

## Resultaten
| Jaar | WK Sprint               | WK Afstanden | Olympische Spelen | Wereldbeker       |
| ---- | ----------------------- | ------------ | ----------------- | ----------------- |
| 2004 |                         |              |                   | 12e 100m 25e 500m |
| 2005 |                         | 4e 500m      |                   | 100m · 4e 500m    |
| 2006 |                         |              | 4e 500m           | 100m · 7e 500m    |
| 2007 |                         | 500m         |                   | 100m · 8e 500m    |
| 2008 |                         |              |                   | 25e 500m          |
| 2009 |                         | 6e 500m      |                   | 7e 500m           |
| 2010 |                         |              | 13e 500m          | 4e 500m           |
| 2011 |                         | 19e 500m     |                   | 8e 500m           |
| 2012 | 15e (10e, 27e, 4e, 22e) | 10e 500m     |                   | 9e 500m           |
| 2013 |                         | 12e 500m     |                   | 9e 500m           |
| 2014 |                         |              | 15e 500m          | 15e 500m          |
| 2015 |                         | 16e 500m     |                   | 20e 500m          |
| 2016 |                         | 24e 500m     |                   | 15e 500m          |
| 2017 |                         |              |                   | 31e 500m          |

### Medaillespiegel
| Kampioenschap | Goud | Zilver | Brons |
| ------------- | ---- | ------ | ----- |
| WK Afstanden  | 0    | 1      | 0     |